# NordGlass
NordGlass – polski producent szyb przednich dla branży napraw samochodów osobowych i ciężarowych, maszyn roboczych, kolejnictwa, okrętowego oraz wojskowości (szyby pancerne). Ma 2 zakłady: Koszalinie i w Słupsku. Zatrudnia ponad 1000 pracowników, dysponuje ogólnopolską siecią naprawy oraz wymiany szyb samochodowych.

## Produkty
Głównym produktem NordGlass są przednie szyby samochodowe przeznaczone na rynek części zamiennych. Oferta przedsiębiorstwa obejmuje kilka tysięcy wyrobów do większości modeli pojazdów eksploatowanych na terenie całej Europy, zarówno do samochodów osobowych, jak i aut dostawczych, ciężarowych oraz autobusów, które wytwarzane są zarówno w produkcji wielkoseryjnej, jak i w krótkich seriach dla nietypowych zastosowań. Przedsiębiorstwo wytwarza szyby zarówno dla popularnych samochodów osobowych, jak modeli luksusowych, a także szyby czołowe do autobusów, dla kolejnictwa oraz szyby pancerne dla pojazdów wojskowych. NordGlass jest największym producentem szyb przednich na rynek wtórny w obrębie koncernu AGC. NordGlass jest również właścicielem jednej z największych ogólnopolskich sieci serwisów naprawy i wymiany szyb samochodowych.
Szyby przednie do pojazdów kolejowych, tramwajów oraz do maszyn roboczych produkowane są na zlecenie producentów pojazdów, z przeznaczeniem na pierwszy montaż w ich zakładach produkcyjnych. NordGlass wytwarza też szyby dla przemysłu okrętowego i dla budownictwa.
Roczna produkcja przekracza milion szyb.
Obok działalności produkcyjnej NordGlass jest także właścicielem ogólnopolskiej sieci specjalistycznych serwisów oferujących usługi naprawy i wymiany szyb samochodowych.

## Zasięg działania i odbiorcy
W Polsce szyby przednie sprzedawane są przez Nordglass zarówno montowniom, jak i bezpośrednio użytkownikom pojazdów w ramach usług wymiany, świadczonych za pośrednictwem własnej sieci serwisów szyb samochodowych. W czerwcu 2019 spółka podpisała umowę franczyzową z przedsiębiorstwem Belron, międzynarodowym potentatem w zakresie wymiany szyb z siedzibą w Belgii, dotyczącą wymiany i napraw szyb samochodowych. W następstwie tej umowy od drugiej połowy 2020 punkty serwisowe Nordglass będą działały pod szyldem Autoglass.
Na obszarze całej Europy, a także w Ameryce Południowej (Brazylia) i Afryce Północnej odbiorcami podstawowego produktu NordGlass, jakim są szyby przednie do pojazdów samochodowych są przedsiębiorstwa zajmujące się profesjonalną wymianą szyb samochodowych. Wśród nich prominentną pozycję zajmuje Belron, operator największej w Europie, międzynarodowej sieci wymiany szyb. NordGlass jest jednym z głównych dostawców szyb przednich dla tego odbiorcy.

## Struktura właścicielska
Obecnie NordGlass jest marką należącą do japońskiego koncernu AGC, jednego z wiodących na świecie dostawców szkła i producenta szyb samochodowych.

## Historia
- 1991 – Janusz Jankowiak i Andrzej Woźniakowski zawiązali spółkę Jaan, zajmującą się działalnością handlową oraz usługami wymiany uszkodzonych szyb samochodowych
- 1996 – uruchomienie pierwszego zakładu produkującego przednie szyby w Koszalinie
- 2002 – wdrożenie systemu zarządzania jakością ISO 9001
- 2003 – rozpoczęcie produkcji w drugim zakładzie w Słupsku
- 2005 – implementacja systemu zarządzania środowiskowego ISO 14001:2004
- 2006 – budowa nowego zakładu produkcyjnego w Koszalinie
- 2007 – założyciele sprzedali przedsiębiorstwo funduszowi inwestycyjnemu Enterprise Investors, zmiana nazwy na NordGlass
- 2013 – wdrożenie systemu zarządzania bezpieczeństwem i higieną pracy OHSAS 18001
- 2014 – wykonanie szyb pancernych do wyprodukowanego w 1934 roku w USA na specjalne zamówienie dla marszałka Józefa Piłsudskiego Cadillaca 355D Fleetwood Special. Oszklenie pojazdu wymagało pokonania wielorakich trudności wynikających z różnic technologicznych, które dokonały się w ciągu 80 lat rozwoju przemysłu motoryzacyjnego, w tym związanych z doborem rodzaju i koloru szkła oraz jego obróbki i osadzenia. Oryginalne szyby nosiły ślady pocisków, najprawdopodobniej wystrzelonych w okresie powojennym przez funkcjonariuszy komunistycznych służb bezpieczeństwa, testujących odporność szkła[10][11][12].
- 2015 – nabycie przedsiębiorstwa przez japoński koncern AGC Inc.[2]
- 2017 – wdrożenie systemu zarządzania jakością dla przemysłu kolejowego IRIS, recertyfikowanego następnie do wersji ISO/TS 22163:2017
- 2019 – rozbudowa zakładu produkcyjnego w Koszalinie

## Wyróżnienia
- 2011 – Lista 2000 Polskich Przedsiębiorstw i Eksporterów dziennika Rzeczpospolita[13]
- 2014 – Nominacja do tytułu Marka Polskiej Gospodarki[13]
- 2016 – Diament miesięcznika Forbes[2]